# Union militaire espagnole
L’Union militaire espagnole (en castillan Unión Militar Española, en abrégé UME) était une association clandestine de hauts gradés et d’officiers de rang intermédiaire de l’armée espagnole, fondée à Madrid en décembre 1933 (c’est-à-dire au commencement du deuxième biennat de la Seconde République espagnole) par un groupe de militaires opposés à la réforme militaire de Manuel Azaña, et dont les Juntas de Defensa, surgies en 1917 lors de la crise de la Restauration, étaient la préfiguration. 
Si, hormis une commune hostilité aux mouvements de gauche, les objectifs des affiliés à la UME vacillaient à ses débuts entre revendications purement catégorielles, défense de la république contre une éventuelle révolution de gauche, et renversement du régime républicain démocratique, c’est cette dernière option, c’est-à-dire la subversion, qui finit par s’imposer, sans préjuger encore de ce qui devait remplacer ensuite ce régime : monarchie, régime fasciste, ou dictature militaire. 
Ses membres s’étaient du reste montrés en majorité solidaires avec les militaires condamnés pour avoir pris part au coup d’État du général Sanjurjo le 10 août 1932. Dans le premier tract de l’UME peu après la révolution d’octobre 1934, les militaires étaient exhortés à « livrer bataille contre la partie anti-espagnole de l’armée, criminellement impliquée dans l’attentat contre la Patrie, [et composée de] franc-maçons engagés » ; on pouvait y lire que l’Espagne était l’objet de l’« appétit d’étrangers et de sectes insatiables, vindicatives » et ciblé par un ennemi qui « fait l’apologie du séparatisme, des nationalismes régionaux, de la ruine du sentiment religieux et de la ruine de la famille espagnole [...]. ».
Après l’arrivée en mai 1935 de Gil-Robles au ministère de la Guerre, des militaires appartenant à l’UME furent placés en grand nombre à des postes clef, ce qui détermina un véritable noyautage de l’administration centrale. L’UME n’acceptait le statu quo institutionnel présent que sous réserve que le pouvoir politique ne penche pas vers la gauche et ne permette pas l’accession au pouvoir de l’un quelconque des partis protagonistes de la révolution d’octobre 1934 ; dans le cas contraire, la consigne portait d’intervenir violemment. 
Dès avant les élections de février 1936, remportées par le Front populaire, l’UME s’était mis en contact avec les autres groupes conspirateurs, notamment monarchistes. L’UMI, qui avait connu dans les semaines suivant ledit scrutin une croissance considérable chez les militaires de droite, s’associa au complot militaire à l’origine du coup d’État de juillet 1936.

## Genèse
L’UME fut fondée en décembre 1933, c’est-à-dire au début du deuxième biennat de la Seconde République espagnole, par le commandant Emilio Rodríguez Tarduchy, ancien instructeur du Somatén sous la dictature de Primo de Rivera et ancien directeur du journal anti-républicain La Correspondencia Militar, épaulé par un groupe de militaires mécontents de la réforme militaire de Manuel Azaña. Si l’organisation vit le jour comme une entité « apolitique », le commandement suprême en fut offert nominalement au général Sanjurjo, qui à ce moment-là purgeait une peine de prison pour avoir été l’instigateur du soulèvement militaire contre la République d’août 1932. Certains historiens ont défini l’UME comme « une association semi-secrète constituée en 1933 par des officiers d’extrême droite, surtout monarchistes, mais aussi phalangistes, qui s’étaient donné pour but d’abattre la république démocratique ». Les Juntas de Defensa, surgies en 1917 lors de la crise de la Restauration, en avaient été la préfiguration.
Pourtant, dans le premier tract de l’UME diffusé parmi les militaires vers la fin de 1934, au lendemain de la révolution d’octobre dans les Asturies, il était indiqué que l’UME avait été créé en mai 1934 par des « militaires anonymes », qui « écoutèrent la voix de la Patrie angoissée, virent la proximité du danger et agirent... Quelqu’un leur fit savoir au mois de mai que les révolutionnaires allaient dès le premier jour se rendre maîtres des Asturies, que des armes étaient distribuées par tonnes, que les milices marxistes s’entraînaient et s’organisaient militairement, que des franc-maçons engagés s’inflitraient aux postes de commandement de l’armée et de la police, que la trahison séparatiste était certaine... Et ces militaires espagnols, alors que les politiciens inconscients s’en allaient pour de joyeuses vacances, forgeaient en silence l’UNIÓN MILITAR ESPAÑOLA. De cette union devant le péril et devant la trahison contre l’Espagne naquit l’Unión Militar Española, U.M.E. ». 
L’adhésion ultérieure de Rodríguez Tarduchy à la Phalange nouvellement fondée eut pour effet de dépiter tant les monarchistes que les républicains de l’UME, et il fut contraint de se démettre. Il fut remplacé par le capitaine d’état-major Bartolomé Barba Hernández, qui s’était déjà signalé en accusant fallacieusement le président du gouvernement Manuel Azaña d’avoir été impliqué directement dans la tuerie connue sous la dénomination de massacre de Casas Viejas. Le capitaine Barba s’appuyait sur les membres du Comité central, le plus haut organe de direction de l’UME, lesquels membres étaient radicalement anti-républicains ; il s’agit nommément du commandant Luis Arredondo (engagé dans des missions d’entraînement des milices de la Phalange), du lieutenant-colonel Ricardo Rada (également instructeur de milices de droite), et de Nazario Cebrerios (qui avait collaboré à la revue La Correspondencia Militar). Cependant, il existait face à eux une importante faction républicaine plus ou moins proche du Parti républicain radical et composée du capitaine Rafael Sánchez Sacristán (responsable de la 1re division organique), du capitaine Gumersindo de la Gándara (affecté dans la Garde d'assaut) et d’Eduardo Pardo Reina, secrétaire à la présidence de la République sous Alcalá-Zamora et ami du général Goded. Pardo Reina rédigea une ébauche de programme politique, sous la supervision du général Mola, dans lequel étaient proposées aux gouvernements radical-cédistes du deuxième biennat un ensemble de dispositions législatives nécessaires à empêcher à l’avenir la « subversion de gauche ».
Dans chacun des chefs-lieux de région militaire, il y avait un représentant ou un délégué de l’UME, lequel à son tour nommait le Comité régional, tandis que le Comité national, avec siège à Madrid, était le véritable cerveau de l’organisation.

## Idéologie
Ce qui unissait les militaires membres de l’UME était leur opposition aux réformes militaires d’Azaña et leur lutte contre la « subversion de gauche ». Le premier tract de l’UME fut distribué aux militaires espagnols peu après la révolution d’octobre 1934, dont l’UME attribua l’échec à « une poignée de hauts commandants, d’officiers, de sous-officiers et de soldats espagnols, qui eut l’héroïsme de s’unir et de livrer bataille contre l’autre partie, celle anti-espagnole, de l’armée, criminellement impliquée dans l’attentat contre la Patrie » et composée de « franc-maçons engagés ». Ladite poignée de militaires constituait l’« authentique armée espagnole », « l’armée espagnole qui sauva l’Espagne de la Révolution communiste et franc-maçonne d’octobre ! », pendant que l’État se trouvait « aux mains de couards et de traîtres ». Cette « authentique armée espagnole » incarnait l’« Espagne éternelle » face à l'« éternelle anti-Espagne ». L’UME dénonçait que l’Espagne était l’objet de l’« appétit d’étrangers et de sectes insatiables, vindicatives », d’un « ennemi » qui « fait la promotion du séparatisme, des nationalismes régionaux, de la ruine du sentiment religieux et de la ruine de la famille espagnole, du capital et du travail, du mépris pour la langue espagnole, et de la perte de prestige et de la zizanie au sein de nos forces armées et de tout ce qui en Espagne a signifié UNITÉ, UNION ». Cet « ennemi implacable », poursuivait le tract, fut vaincu par l’armée en octobre, mais « cherche la revanche », « prépare une nouvelle attaque », et s’était « infiltré dans les plus hauts pouvoirs de la république, dans les sphères les plus décisives du commandement et de la propagande ». « Il ne vous échappe pas, Espagnols, comment aucun coupable authentique de crime contre la Patrie n’est fusillé ! Ni Pérez Farrás, ni Largo, ni Prieto, ni Azaña, ni Teodomiro, ni Peña. Seul l'est le pauvre révolutionnaire berné, sans défense et anonyme ! ». Le libelle se terminait par un appel à « une armée sans traîtres ! Une armée d’Espagnols héroïques et inoubliables ! ».
Le Comité national de l’UME publia un manifeste en juin 1935 pour avertir que face à une concertation « subversive » des groupes ouvriers (la rumeur circulait d’une réunion qui se tenait dans les environs de Madrid entre des dirigeants du PSOE, du PCE, de la FAI et de la CNT), l’armée « dresserait une barrière d’acier » pour empêcher que les gauches puissent gouverner. Ceci contredit la vision que l’historiographie franquiste a véhiculée pendant longtemps sur l’UME et selon laquelle celle-ci ne poursuivait aucune « finalité politique déterminée », ainsi que l’affirme Joaquín Arrarás, encore que le même auteur reconnaisse que la mission de l’association était de préparer ses affiliés « à une meilleure défense des principes essentiels de la patrie », affiliés qui n’auraient à se sentir engagés que par « leurs propres sentiments patriotiques, sans se sentir obligés par des votes ou des serments ».
À partir d’une commune attitude anti-gauche, les objectifs des affiliés à la UME, qui étaient en règle générale des officiers de bas rang ou de rang intermédiaire (comme cela avait été le cas des Juntas de Defensa de 1917), oscillaient au début entre la simple défense de droits catégoriels, la protection de la république contre une éventuelle révolution de gauche, ou le renversement du régime républicain démocratique, quoiqu’il n’y ait eu entre eux aucune entente, moins encore d’unanimité quant à ce qui devrait remplacer ledit régime — monarchie, régime fasciste, dictature militaire — ; cependant, c’est cette dernière option qui finit par s’imposer, et les revendications catégorielles furent dès lors reléguées au second plan par les partisans de la subversion. Ceux-ci se mirent en contact avec les groupes monarchistes qui conspiraient de leur côté pour renverser la république, rapprochement dans lequel eurent un rôle essentiel le colonel Varela, converti au carlisme à la suite de la Sanjurjada, le colonel Valentín Galarza, qui agissait en liaison avec les conspirateurs monarchistes, et le général Goded, qui rejoignit l’UME début 1935 et la mit en relation avec les généraux qui avaient de quelque manière pris part ou donné leur appui à la Sanjurjada, à savoir : Mola, Villegas, Orgaz, Barrera, Fanjul et Fernández Pérez.

## Positionnement anti-républicain et expansion
Après qu’en mai 1935 José María Gil-Robles eut été nommé à la tête du ministère de la Guerre du gouvernement radical-cédiste, un grand nombre de militaires appartenant à l’UME furent placés à des postes importants, tels que p. ex. le capitaine Luis López Varela, désigné à la tête du Service intérieur des corps (service secret militaire créé par le général Franco pour lutter contre l’« infiltration communiste »),. Dans un mémorandum secret remis à Mussolini par Antonio Goicoechea, dirigeant de Rénovation espagnole, lors de la réunion qu’ils eurent à Rome le 11 octobre 1935, et à la rédaction duquel avait participé l’UME, il était fait état de ce que, depuis l’arrivée de Gil-Robles au ministère de la Guerre, avait été favorisé « le placement de personnel issu de l’Organisation à des postes de commandement, dans des fonctions et à des affectations importances voire capitales pour l’action. [...] Dans l’administration centrale, on peut affirmer qu’elle est entièrement noyautée [que está toda ella intervenida]. À l’initiative de l’Organisation, des commandants d’importance véritable ont été évincés et remplacés par du personnel lige, et l’on continue d’œuvrer en ce sens. [...] [Il y a lieu de signaler] la difficulté de changer les commandants des divisions, vu qu’une grande part des généraux, sans lien avec l’Organisation et affiliés à la franc-maçonnerie, ont été largement réintégrés par la République, [par quoi leur substitution] s’est heurtée à de grandes difficultés en raison de l’absence de personnel désireux de les remplacer. Il a fallu couper dans le vif au moyen de projets de loi abaissant les âges [de la retraite]. De cette manière, huit généraux de division passeront à la réserve et seront remplacés par des adeptes, à la faveur de la décongélation des avancements pour mérites de guerre, qui a facilité leur montée en grade. [...] La position de départ s’est renforcée de plus en plus et peut aujourd’hui être considérée comme suffisamment solide pour pouvoir agir si besoin est. Pas le moindre pas en arrière dans ce qui a été conquis : voilà la consigne. [...] Si le pouvoir politique devait obliger à rétrocéder, l’Organisation se délierait de celui-ci et agirait pour son compte propre ». Dans le même mémorandum, l’engagement et la disposition de l’UME à en finir avec la République si les gauches devaient revenir au pouvoir se trouvaient clairement exprimés : 

« L’UME accepte le statu quo présent et toute éventuelle évolution vers la droite, mais avec la consigne d’intervenir violemment au moment où le pouvoir politique pencherait vers la gauche en permettant la participation au pouvoir de quelques-uns des partis coalisés lors de la révolution d’octobre.
Par sa tendance populiste, il est certain que Gil-Robles ne s’enhardira pas à prendre la tête d’un mouvement de ce type à partir du ministère de la Guerre, mais l’UME le fera au moment où il quitterait le ministère par suite du changement de politique indiqué. »

Franco lui-même, sans en être membre déclaré, entretenait des relations avec l’organisation à travers l’un des officiers de son équipe, le lieutenant-colonel Galarza Morante,.

## Conspirations
L’historien Gabriel Jackson affirme que plusieurs militaires qui allaient ultérieurement faire partie de l’UME s’étaient impliqués, d’une manière non encore élucidée, dans le coup d’État avorté du général Sanjurjo de 1932.
Deux ans après la fondation de l’UME, un groupe d’officiers républicains et de gauche emmené par Eleuterio Díaz-Tendero mit sur pied l’Union militaire républicaine antifasciste (UMRA) pour contrebalancer la propagande diffusée dans l’armée par l’UME de droite.
Dès avant les élections de février 1936, le Comité central de l’UME tint au logis du général Barrera une réunion avec le Comité officieux des généraux, lequel, dirigé d’abord par le général Goded, puis par Rodríguez del Barrio, préparait un coup de force contre la République, réunion à laquelle assistèrent plusieurs délégués de divisions organiques. Au lendemain des élections, le nouveau gouvernement de Manuel Azaña décida d’assigner au capitaine Barba un poste à Valence pour l’éloigner du noyau de la conjuration, à la suite de quoi la direction de l’UME fut confiée au colonel Joaquín Ortiz de Zárate, avec comme autres membres les lieutenants-colonels Alberto Álvarez Rementería (Ingénieurs), Agustín Muñoz Grandes (Garde d'assaut, et futur homme fort de la dictature du général Franco) et José Ungría (futur chef du service d’information SIPM — Servicio de Información y Policía Militar — dans le camp insurgé pendant la Guerre civile).
Dans les semaines suivant les élections de février 1936, remportées par le Front populaire, l’UMI connut une croissance notable chez les militaires de droite, en particulier chez les officiers jeunes déçus par l’action de José María Gil-Robles au ministère de la Guerre. Ainsi l’Organisation connut-elle une expansion considérable, de Madrid vers Barcelone, Pampelune, Saragosse, Séville, San Sebastián, vers la Galice et le protectorat du Maroc. En mars 1936, une circulaire de l’Organisation assurait que 3 436 officiers avaient adhéré, de même que 2 131 sous-officiers et hommes de troupe, et 1 843 officiers retraités ou réservistes ; cependant, selon des données plus fiables, elle ne regrouperait sans doute que 10 % environ du corps d’officiers. « En réalité », tient à préciser l’historien Eduardo González Calleja, « on décidait de s’affilier davantage par solidarité de corps et par camaraderie que par véritable vocation subversive, et seule une petite minorité était disposée à passer de la revendication purement corporatiste à l’engagement résolu dans un complot anti-républicain ».
L’UME se rallia à la conspiration militaire qui déboucha sur le coup d’État de juillet 1936, à l’origine de la Guerre civile. Ses représentants s’étaient rendus à la réunion du 8 mars 1936, la première en date après le scrutin de février, convoquée par le général Mola au domicile de l’officier de réserve et agent de change cédiste José Delgado y Hernández de Tejada, et à laquelle avaient assisté les généraux Franco, Villegas, Rodríguez del Barrio, Fanjul, Orgaz, Saliquet, García de la Herrán et González Carrasco, ainsi que le lieutenant-colonel Valentín Galarza, dirigeant de l’UME, qui fut chargé de centraliser les services d’information,.
Il apparaît donc qu’un bon nombre des militaires qui appuyèrent le coup d’État de juillet 1936 étaient issus de l’UME. Le conspirateur Emilio Mola établit le contact avec l’UME par l’entremise du Comité de Barcelone présidé par le lieutenant-colonel Isarre Bescós. Dans la correspondance était évoquées les mesures de nature politique à prendre une fois la rébellion victorieuse. Ricardo Rada était membre du Conseil exécutif de l’UME et, ayant pris en charge l’organisation militaire du Requeté (milices carlistes), il fut amené à ce titre à encadrer plus de 30 000 hommes.
Le 14 juin 1936, Antonio Goicoechea, de Rénovation espagnole, informa le dirigeant fasciste italien Benito Mussolini des préparatifs du coup d’État et souligna que l’un des atouts des conjurés était de pouvoir s’adosser à l’UME :

« Il existe dans l’armée une vaste organisation de caractère patriotique et nationaliste, qui a été formée, orientée politiquement dans le sens antidémocratique et financée par nous ces dernières années. Pour l’exécution urgente d’un coup d’État avec les meilleures garanties de succès, il nous faudrait une aide rapide d’un million de pesetas au minimum. »